# 라이언 밀러 (아이스하키 선수)
라이언 딘 밀러(영어: Ryan Dean Miller, 1980년 7월 17일~)는 미국의 은퇴한 아이스하키 선수로 포지션은 골텐더이다. 현역 시절에 내셔널 하키 리그(NHL)의 버펄로 세이버스, 세인트루이스 블루스, 밴쿠버 커넉스, 애너하임 덕스에서 뛰었다.